# 霜鼠
霜鼠（学名：Heliophobius argenteocinereus）是啮齿目滨鼠科下的一种，分布于非洲的肯尼亚、坦桑尼亚、马拉维、莫桑比克和民主刚果。研究发现，与人类和大多数哺乳动物替换牙齿是垂直替换不同，霜鼠的牙齿是水平替换的，这可能有助于霜鼠在坚硬的磨蚀性的土壤中挖掘从而扩充地洞和发现食物的时候保存它们的牙齿。